# Внешняя политика Малави
Внешняя политика Малави — это общий курс Малави в международных делах. Внешняя политика регулирует отношения Малави с другими государствами. Реализацией этой политики занимается министерство иностранных дел Малави.

## История
Малави заключила двусторонние торговые соглашения с основными торговыми партнерами в регионе: Южно-Африканской Республикой и Родезией (позже Зимбабве), в результате Малави имеет возможность беспошлинно поставлять товары в эти страны. Малави является членом Общего рынка Восточной и Южной Африки и Сообщества развития Юга Африки. Малави последовательно проводит прозападную внешнюю политику, начиная со своего первого президента Хастингса Банды. У Малави сложились хорошие внешнеполитические отношения с Китайской Республикой и Южно-Африканской Республикой. В это государство осуществляются поставки гуманитарной помощи со стороны многих западных стран. Однако, Малави не стала присоединяться к санкциям по отношению к Южно-Африканской Республике в период действовавшего там апартеида, что привело к ухудшению внешних связей с западными государствами. Близкие отношения Малави с ЮАР в эпоху апартеида испортили отношения с другими африканскими странами. В 1994 году в ЮАР пал режим апартеида, и Малави была вынуждена заново налаживать дипломатические отношения с африканскими государствами.
Во время президентства Хастингса Банды для Малави были характерны хорошие дипломатические отношения с ЮАР, Израилем и Тайванем. Он был убежденным антикоммунистом: в Малави не было дипломатических миссий коммунистических государства, но в 1982 году статус нерезидента получил посол Корейской Народно-Демократической Республики в Лусаке. Официально Хастингс Банда дистанцировался от связей с негосударственными повстанческими группировками в соседних странах, хотя было распространено мнение, что Мозамбикское национальное сопротивление получало неофициальную помощь от Малави. У Малави сложились крепкие отношения с Великобританией, которая оказывает этой стране экономическую помощь. В 1990-х годах Малави была одной из пяти африканских стран, признававших независимость Китайской Республики, а эта страна в ответ оказывала большую по объёму военную и экономическую помощь, включая пожертвование в размере 2,5 млн. долларов США на строительство нового здания парламента в Лилонгве. 14 января 2008 года Малави объявила о признании Китайской Народной Республики, в результате чего Китайская Республика разорвала дипломатические отношения с этой страной, которые продолжались 42 года.
Малави оказывают экономическую помощь следующие государства: Соединённые Штаты Америки, Канада, Германия, Исландия, Ирландия, Япония, Нидерланды, Норвегия, Швеция и Великобритания. Малави получает финансовую поддержку от таких организаций, как: Всемирный банк, Международный валютный фонд, Европейский союз, Африканский банк развития. Малави старается наладить отношения с государствами, которые не были ее историческими союзниками: Кубой, Индией, Ираном и Китайской Народной Республикой.